# Wacław Fabijanowski
Wacław Fabijanowski (ur. 15 września 1901 w Ozorkowie, zm. 19 marca 1966 w Łodzi) – kapitan piechoty Wojska Polskiego, kawaler Krzyża Srebrnego Orderu Wojskowego Virtuti Militari.

## Życiorys
Urodzony w Ozorkowie, w rodzinie Jana (zm. 11 grudnia 1950) i Marianny Gumińskiej. Jego rodzice zawarli związek małżeński 19 stycznia 1897. Rodzeństwem Wacława byli: Józef (ur. 10 marca 1898), Adam (ur. 17 grudnia 1899, zm. 9 sierpnia 1900), Stanisław (ur. 16 marca 1904, zm. 25 marca 1974) i Jan (ur. 18 kwietnia 1906, zm. 7 października 1983). 
Początkowe lata życia spędził w Ozorkowie. W 1908 jego ojciec za pracę niepodległościową został zesłany w głąb Rosji. Rok później rodzina, pozbawiona środków utrzymania, przeniosła się do Łodzi, gdzie Wacław uczęszczał do szkoły miejskiej. W 1915 z rodziną powrócił do Ozorkowa i kontynuował dokształcanie. Należał w tym czasie do Związku Harcerstwa Polskiego, a od września 1916 również do Polskiej Organizacji Wojskowej. W dniu 11 listopada 1918 uczestniczył w rozbrajaniu Niemców i tego samego dnia w Łęczycy wstąpił do Wojska Polskiego. Do maja 1919 pełnił służbę w biurze werbunku ochotników.
Od maja 1919 służył w 30 pułku piechoty (wchodzącym w skład 10 Dywizji Piechoty). W jego szeregach brał udział w wojnie polsko-ukraińskiej i polsko-bolszewickiej (podczas walk z bolszewikami dowodził drużyną, a potem plutonem ckm). Będąc w stopniu sierżanta, nocą z 15 na 16 sierpnia 1920 razem ze swym pułkiem uczestniczył w ataku na Radzymin. Po krwawej walce oddziały radzieckie początkowo ustąpiły z miasta, do którego południowej części wdarły się dwie kompanie 30 pp. Natarcie wojsk polskich załamało się jednakże pod silnym ogniem piechoty wroga, a toczone walki przeciągały się. Ostatecznie pod osłoną nocy nieprzyjaciel wycofał się, pozostawiając miasto Polakom. Powodzenie zostało osiągnięte w dużej mierze dzięki odwadze i waleczności sierż. Wacława Fabijanowskiego i sierż. Bronisława Szwarockiego. W dniu 17 sierpnia tr. I batalion 30 pp zajął odcinek pod Radzyminem, luzując II baon Grodzieńskiego pułku piechoty. Do 2. kompanii I/30 pp przydzielono pluton ckm dowodzony przez sierż. Fabijanowskiego, który widząc zbliżające się nieprzyjacielskie auta pancerne, samorzutnie wysunął się z jednym karabinem maszynowym przed własne linie, żeby ogniem flankowym skierowanym na szosę uniemożliwić wrogowi poruszanie się. Zauważony przez obsługę aut pancernych został silnie ostrzelany ogniem z ich działek. Mając ranną obsługę i samemu będąc kontuzjowanym pozostał na stanowisku do czasu nadejścia posiłków w postaci plutonu z 2. kompanii, z którym wspólnie odparli atak wrogich aut, przyczyniając się do utrzymania szosy radzymińskiej.
W uznaniu zasług sierżant Fabijanowski został, dekretem Naczelnika Państwa i Naczelnego Wodza marszałka Piłsudskiego z dnia 28 lutego 1922 (dekret L. 11268.V.M. Adj. Gen.), odznaczony Krzyżem Srebrnym Orderu Wojskowego Virtuti Militari nr 5202.
Po powrocie z wojny uczęszczał na kursy maturalne przy Szkole Podchorążych Piechoty w Warszawie, a w 1925 wstąpił (w stopniu starszego sierżanta) do Oficerskiej Szkoły dla Podoficerów w Bydgoszczy, gdzie zdał maturę. W 1927 ukończył tę uczelnię wojskową i jako jej absolwent został promowany na pierwszy stopień oficerski.

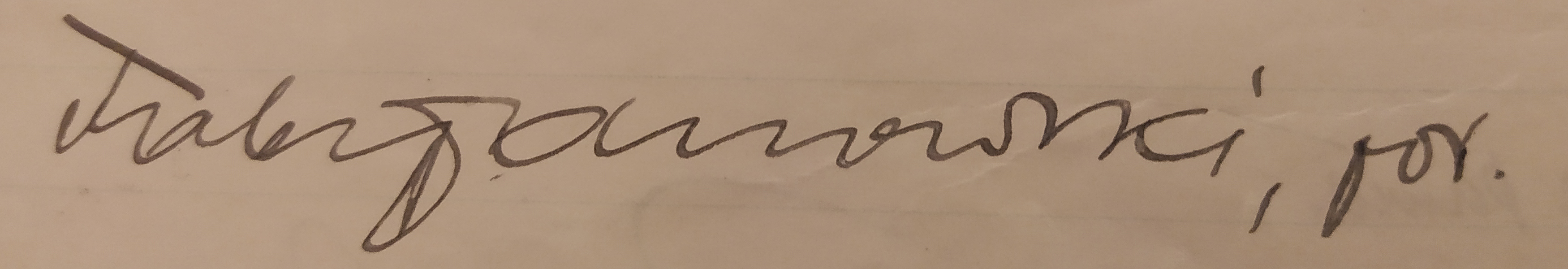
Podpis Wacława Fabijanowskiego.

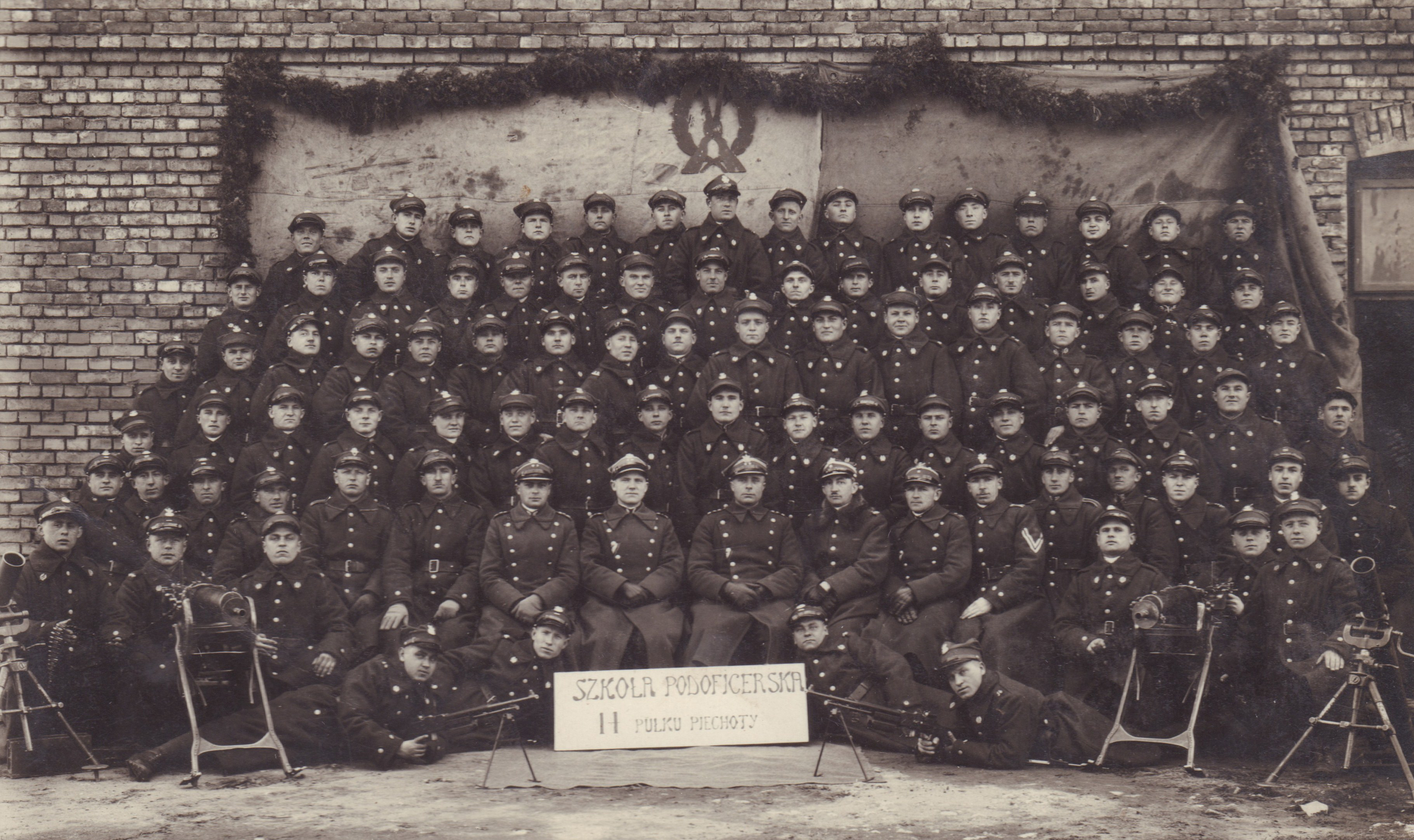
Szkoła Podoficerska 14 pp w 1930 roku. Od prawej siedzą: 7 – ppor. Józef Minkina, 8 – mjr Stanisław Pietrzyk, 9 – ppłk Franciszek Sudoł, 10 – por. Wacław Fabijanowski, 11 – por. Konstanty Biesiekierski.

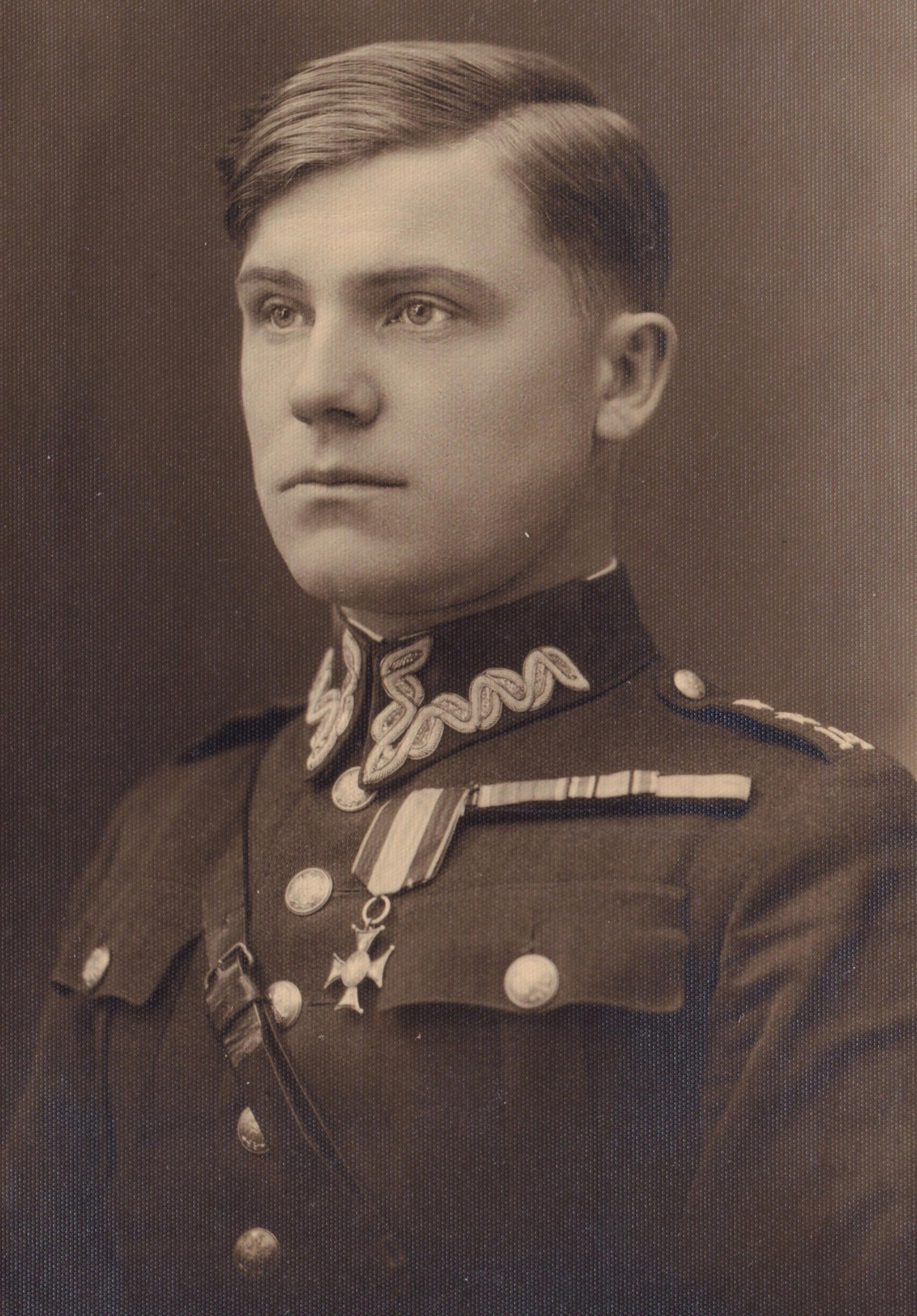
Wacław Fabijanowski – porucznik 14 pułku piechoty.

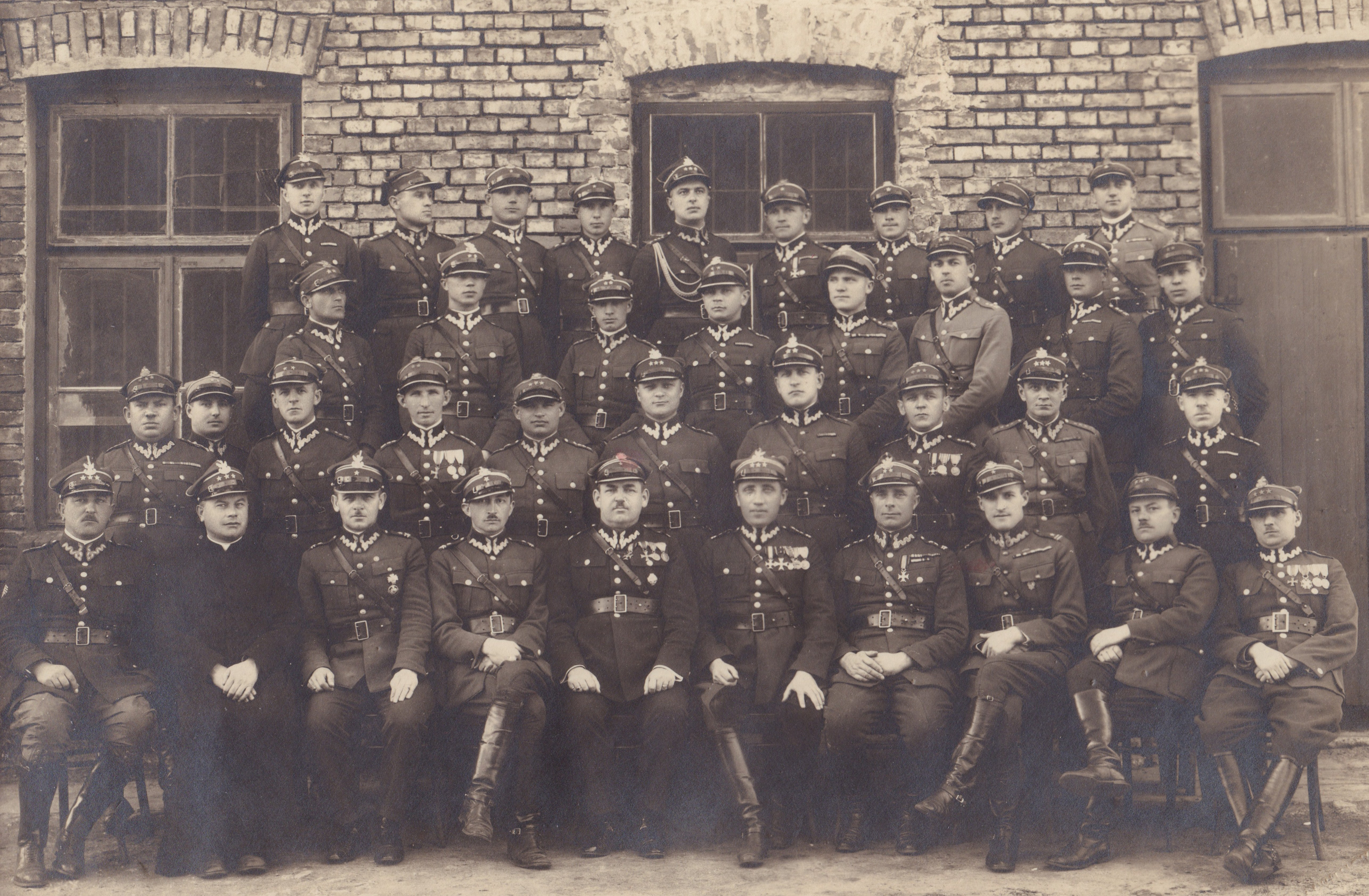
Korpus oficerski 14 pp w I kwartale 1930. W I rzędzie siedzą od lewej: kpt. Emil Zawisza, ks. kpt. Antoni Kosiba, mjr Aleksander Zabłocki, mjr Stanisław Pietrzyk, mjr Mikołaj Świderski, płk Ignacy Misiąg, ppłk Franciszek Sudoł, mjr Aleksander Fiszer, kpt. Józef Tkaczyk i kpt. Stanisław Trojan. W II rzędzie od góry czwarty z prawej stoi por. Wacław Fabijanowski.

Zarządzeniem Prezydenta Rzeczypospolitej Ignacego Mościckiego z dnia 11 sierpnia 1927 (opublikowanym w Dzienniku Personalnym Ministerstwa Spraw Wojskowych) został mianowany na stopień podporucznika w korpusie oficerów piechoty, ze starszeństwem z dniem 15 sierpnia 1927 i 55. lokatą. Zarządzeniem Ministra Spraw Wojskowych, marszałka Józefa Piłsudskiego, został wcielony do 14 pułku piechoty. Cała kariera wojskowa Wacława Fabijanowskiego, jako oficera Wojska Polskiego, to służba we włocławskim 14 pułku piechoty. W 1928 jako podporucznik zajmował nadal 55. lokatę w swoim starszeństwie i odznaczony był już w tym czasie Brązowym Krzyżem Zasługi.
Awansowany do rangi porucznika został na mocy zarządzenia Prezydenta RP, ze starszeństwem z dniem 15 sierpnia 1929 i 54. lokatą wśród oficerów piechoty. W 1930 zajmował 2160. lokatę łączną wśród wszystkich poruczników korpusu piechoty (była to jednocześnie 53. lokata w swoim starszeństwie), a w 1932 była to już 50. lokata w starszeństwie. W tym samym roku odbył 8-miesięczny kurs dowódców plutonów artylerii piechoty w toruńskiej Szkole Strzelań Artylerii. Na dzień 1 lipca 1933 Wacław Fabijanowski klasyfikowany był na 1487. pozycji wśród poruczników piechoty (była to 49. lokata w starszeństwie). Z kolei w dniu 5 czerwca 1935 zajmował już 1016. lokatę łączną pośród wszystkich poruczników korpusu piechoty (była to jednocześnie 47. lokata w swoim starszeństwie).
Awansowany do stopnia kapitana został ze starszeństwem z dniem 1 stycznia 1936 i 313. lokatą w korpusie oficerów piechoty.
Pełniąc służbę we włocławskim 14 pp zajmował między innymi stanowiska: młodszego oficera szkolnej kompanii karabinów maszynowych (wrzesień 1930), dowódcy plutonu artylerii piechoty (wrzesień 1933, wrzesień 1934, wrzesień 1936 i marzec 1938) oraz dowódcy 8. kompanii strzeleckiej w III batalionie (maj 1939).
Dowodzony przez niego pluton artylerii piechoty osiągał bardzo dobre wyniki w wyszkoleniu zajmując od 1929 pierwsze miejsce w dywizji na szkole ognia, a w 1932 zdobywając pierwsze miejsce w zawodach dywizyjnych. W 1934 przy 14 pp powołano dywizyjny kurs instruktorski dla oficerów 4 Dywizji Piechoty, na którym por. Fabijanowski był wykładowcą z dziedziny artylerii.
W marcu 1938 wszedł w skład komisji powołanej do zaprojektowania nowej odznaki pułkowej. W maju 1938 został wybrany członkiem zarządu Wojskowego Klubu Sportowego działającego przy 14 pp. Na dzień 23 marca 1939 piastował stanowisko komendanta miejskiego Przysposobienia Wojskowego we Włocławku, w 14 obwodzie PW (przy 14 pułku piechoty). Zajmował w tym czasie 243. lokatę wśród kapitanów korpusu piechoty w swoim starszeństwie. Był również członkiem Ligi Obrony Powietrznej i Przeciwgazowej, a w 1939 objął stanowisko komendanta rejonowego Polskiego Białego Krzyża we Włocławku.

## Kampania wrześniowa
Po wybuchu II wojny światowej wyruszył na wrześniowe szlaki na czele 8. kompanii strzeleckiej (w III batalionie dowodzonym przez mjr. Józefa Rodzenia). Dowodził kompanią podczas walk w korytarzu pomorskim (w dniach 2–3 września dowodził czasowo II batalionem 14 pp, którego dowódca, mjr Jan Łobza, w tym czasie odłączył się od pułku) i w bitwie nad Bzurą. W toku krwawych i uporczywych walk, wskutek przygniatającej przewagi wroga, pododdziały 14 pułku piechoty zostały zdziesiątkowane. W wytworzonym kotle bitewnym kapitan Fabijanowski został w dniu 16 września odłączony od resztek swojej kompanii (pozostałości tej kompanii, około 40 strzelców, zostały włączone do 9. kompanii por. Franciszka Iwańskiego). 19 września 1939 dostał się do niemieckiej niewoli, którą spędził w oflagach: IV A Hohnstein, II A Prenzlau (przebywał w nim do dnia 14 listopada 1940) i II C Woldenberg.

## Okres powojenny
Po wyswobodzeniu z niewoli powrócił do Polski. Był długoletnim pracownikiem Łódzkich Zakładów Wytwórczych Kopii Filmowych. Wacław Fabijanowski zmarł nagle w dniu 19 marca 1966 w Łodzi i spoczął na tamtejszym Starym Cmentarzu przy ulicy Ogrodowej. Jego grób zlikwidowano w 2016 i zajęto do nowego pochówku.

## Rodzina
W 1928 zawarł we Włocławku związek małżeński z Balbiną Matyldą Godlewską, z którą miał córkę Marię Bronisławę (urodzoną w Toruniu dnia 20 lutego 1933).

## Ordery i odznaczenia
- Krzyż Srebrny Orderu Wojskowego Virtuti Militari nr 5202 – 28 lutego 1922[6][35]
- Medal Niepodległości (25 stycznia 1933)[36][29]
- Brązowy Krzyż Zasługi[16]
- Medal Pamiątkowy za Wojnę 1918–1921[37]
- Medal Dziesięciolecia Odzyskanej Niepodległości[37]
- Srebrny Medal za Długoletnią Służbę[37]
- Brązowy Medal za Długoletnią Służbę[37]